# Beavercreek, Ohio
Beavercreek là một thành phố thuộc quận Greene, tiểu bang Ohio, Hoa Kỳ. Năm 2010, dân số của thành phố này là 45193 người.

## Dân số
- Dân số năm 2000: 37984 người.
- Dân số năm 2010: 45193 người.